# Солунски одеон
Солунският одеон (на гръцки: Ωδείο Θεσσαλονίκης) е археологически обект, одеон, разположен на римския форум (агората) в град Солун, Гърция.

## Архитектура
Първата строителна фаза на римската агора в Солун датира от средата на I век сл. Хр. В тази фаза източното крило е организирано с централно правоъгълно пространство - булевтерион, ограден от четири зали от двете страни. Така градът се сдобива с първото си затворено място за срещи. През II век е построен одеонът. Това е малък, покрит театър, който заема пространството на булевтериона, както и двете съседни зали. Новото пространство, освен че отговаря на нуждите на администрацията, е място и на артистични представления. През III век одеонът е ремонтиран. За да може оркестрата да се уголеми, първите шест реда седалки са премахнити и нивото на театъра се повишава с 1,00 m. Това създава между оркестрата и първия ред разлика във височината, която стига до 1,60 m. Тази разлика изисква и издигане на сцената, за да се достигне нивото на зрителите от първия ред. Крайните входове са предназначени за актьорите, които влизаха зад кулисите и оттам към оркестрата и сцената. Предвид факта, че одеонът в Солун е част от сграден комплекс и не може да бъде достъпна отстрани на конхата, всичките пет входа за зрители и актьори, са през фасадата на комплекса. Крайните входове са предназначени за актьорите, които влизат зад кулисите и оттам към оркестрата и сцената. Публиката използва трите междинни входа, които водят до пространство точно под пода на сцената и след това стигнат до седалките по стълби. В средата на IV век започват работите по разширяването на одеона и превръщането му в театър. Изграден е пръстен, който обгражда съществуващата конха с ширина 15,00 m. Сцената се издига, достигайки до преградите на входовете, и се разширява, заемайки съответната част от вътрешния портик на агората. Същевременно се затварят трите главни входа. Както изглежда според археологическите данни тази фаза не е завършена. В края на 4 век започва изоставянето на римската агора и одеона.